# Lincoln County (Washington)
Lincoln County ist ein County in Washington, Vereinigte Staaten. Das U.S. Census Bureau hat bei der Volkszählung 2020 eine Einwohnerzahl von 10.876 ermittelt. Der Verwaltungssitz (County Seat) ist Davenport. Benannt ist es nach dem ehemaligen Präsidenten Abraham Lincoln.

## Geographie
Das County hat eine Fläche von 6060 Quadratkilometern; davon sind 74 Quadratkilometer (1,22 Prozent) Wasserflächen.

## Demografische Daten

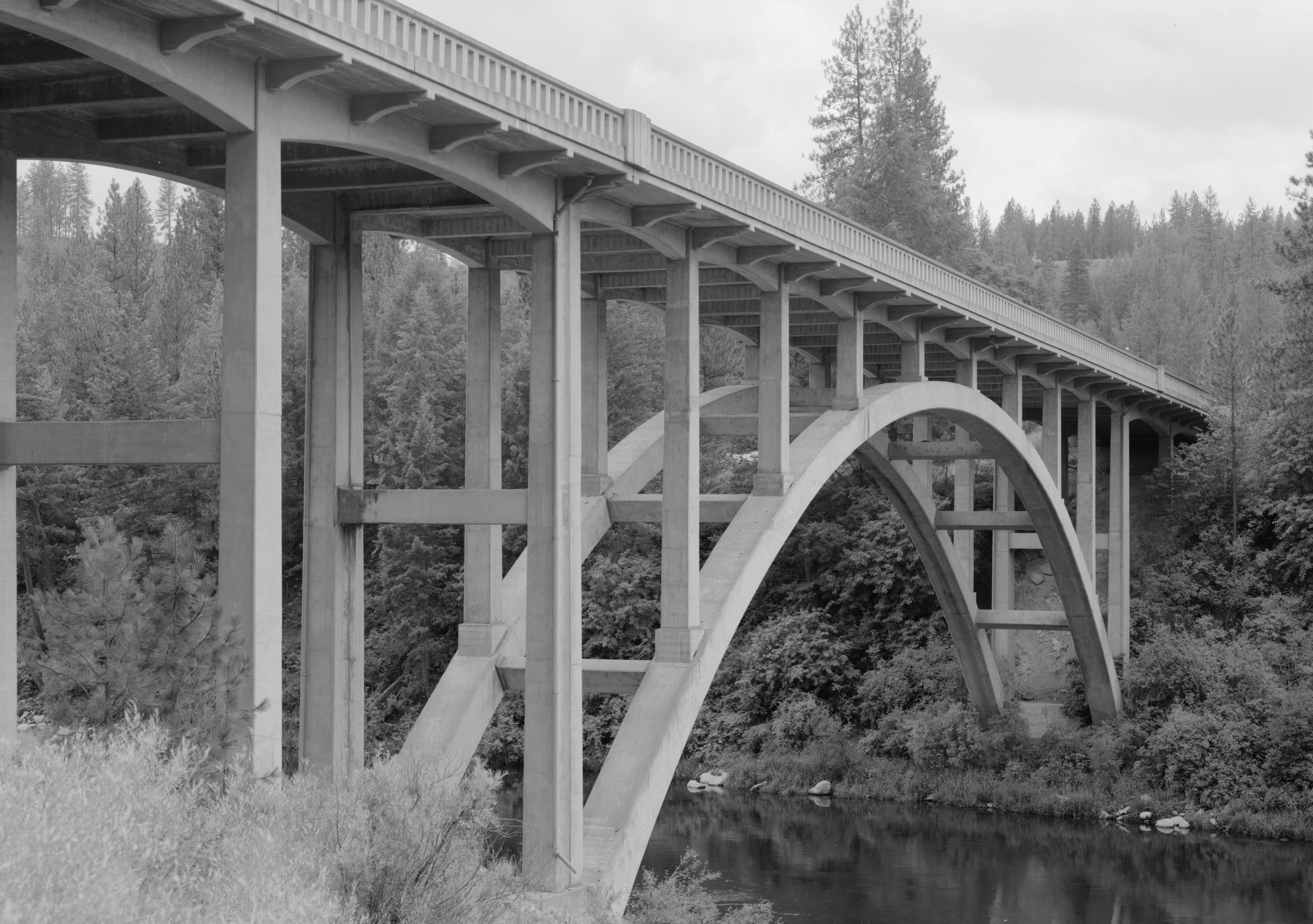
Die Spokane River Bridge über den Spokane River, gelistet im NRHP

Nach der Volkszählung im Jahr 2000 lebten im County 10.184 Menschen. Es gab 4.151 Haushalte und 2.914 Familien. Die Bevölkerungsdichte betrug 2 Einwohner pro Quadratkilometer. Ethnisch betrachtet setzte sich die Bevölkerung zusammen aus 95,64 % Weißen, 0,23 % Afroamerikanern, 1,63 % amerikanischen Ureinwohnern, 0,25 % Asiaten, 0,07 % Bewohnern aus dem pazifischen Inselraum und 0,58 % aus anderen ethnischen Gruppen; 1,61 % stammten von zwei oder mehr ethnischen Gruppen ab. 1,88 % der Bevölkerung waren spanischer oder lateinamerikanischer Abstammung.
Von den 4.151 Haushalten hatten 29,30 % Kinder und Jugendliche unter 18 Jahre, die bei ihnen lebten. 60,90 % waren verheiratete, zusammenlebende Paare, 6,40 % waren allein erziehende Mütter. 29,80 % waren keine Familien. 26,00 % waren Singlehaushalte und in 12,30 % lebten Menschen im Alter von 65 Jahren oder darüber. Die Durchschnittshaushaltsgröße betrug 2,42 und die durchschnittliche Familiengröße lag bei 2,91 Personen.
Auf das gesamte County bezogen setzte sich die Bevölkerung zusammen aus 25,30 % Einwohnern unter 18 Jahren, 5,20 % zwischen 18 und 24 Jahren, 23,20 % zwischen 25 und 44 Jahren, 27,40 % zwischen 45 und 64 Jahren und 19,00 % waren 65 Jahre alt oder darüber. Das Durchschnittsalter betrug 43 Jahre. Auf 100 weibliche Personen kamen 98,40 männliche Personen, auf 100 Frauen im Alter ab 18 Jahren kamen statistisch 94,70 Männer.
Das jährliche Durchschnittseinkommen eines Haushalts betrug 35.255 USD, das Durchschnittseinkommen der Familien betrug 41.269 USD. Männer hatten ein Durchschnittseinkommen von 31.086 USD, Frauen 22.444 USD. Das Prokopfeinkommen betrug 17.888 USD. 12,60 % der Bevölkerung und 8,40 % der Familien lebten unterhalb der Armutsgrenze. 17,60 % davon waren unter 18 Jahre und 7,70 % waren 65 Jahre oder älter.